# استان یورو
استان یورو (به اسپانیایی: Yoro Department) یکی از استان‌های ۱۸ گانه کشور هندوراس در آمریکای مرکزی که در این کشور واقع شده‌است

## شهرستان‌ها
1. Arenal
2. El Negrito
3. El Progreso
4. Jocón
5. Morazán
6. Olanchito
7. Santa Rita
8. Sulaco
9. Victoria
10. Yorito
11. Yoro